# トマス・デラロサ
トマス・アグラモンテ・デ・ラ・ロサ（Tomás Agramonte de la Rosa, 1977年1月28日 - ）は、ドミニカ共和国出身の元プロ野球選手（内野手）。
NPBでの登録名はデ ラ ロサ。また、本名表記はトマスヒヨ・デラロサアグラモンテ（Tomasu Hijo de la Rosa Agramonte）とされていた。

## 経歴

### メジャー時代
1996年にモントリオール・エクスポズと契約。2000年6月17日にメジャーデビュー。
2002年から2005年までは、エクスポズ、パイレーツ、ロッキーズ各球団の傘下マイナーリーグでプレーしたが、メジャーでの出場はなかった。2005年には、独立リーグでのプレーも経験した。
2006年にサンフランシスコ・ジャイアンツでメジャー再昇格。メジャー通算49試合で打率.289、2本塁打、10打点。

### 日本時代
2008年2月2日、NPB中日ドラゴンズの入団テストを受け、合格。球団から正式に入団が発表された。北京オリンピック予選に選ばれ、本選にも出場することが予想されていた井端弘和と荒木雅博の代役として期待された（実際には荒木のみが選出された）。
主に代打や守備固め要員として活躍。ただし本来の荒木の代役としては、二塁手での数試合の先発を経て首脳陣から失格とされたのか、岩﨑達郎など若手に出場機会を譲っている。しかし北京オリンピックから荒木が復帰した直後に井端が負傷したため、代役として遊撃手のポジションを務めていた。2008年5月10日の対読売ジャイアンツ戦（東京ドーム）の8回に山口鉄也から日本での初本塁打を放つ。同年オフにはヘッドコーチの森繁和と共に主にドミニカ方面へのスカウト活動もした。12月16日に正式に残留が決定。
育成コーチ兼任となった2009年は、外国人枠の関係もあって開幕を二軍で迎えた。同じドミニカ出身で同年に中日入りしたトニ・ブランコにアドバイスを施すことも多かった。特にブランコが入団直後に「日本なら本塁打を30本以上打てるだろう」と豪語した際にはそれを戒め、「日本で成功したいなら謙虚な態度で臨め」とアドバイスしたという。交流戦では指名打者でのスタメン出場が多かった。
同年オフの11月、球団から選手としての契約更新をしない方針である旨を通告され、現役引退。

### 引退後
同年12月24日に球団スタッフ（肩書は「育成スタッフ」）に就任。主にドミニカ出身選手に対する指導・アドバイスを担当していた。2011年に中日を退団。

## プレースタイル・人物
本職は遊撃であるが、三塁、二塁も守ることができる。打撃では左投手に強く、中日時代は特に岩田稔との対戦成績が良かった。
愛称は「パパ」で、中日監督の落合博満が命名。
明るい性格の持ち主であり、中日コーチ時代は自身と同じドミニカ共和国出身選手の世話係として精神的サポートも任され、トニ・ブランコからは兄のように慕われていた。

## 詳細情報

### 年度別打撃成績
| 年 度    | 球 団    | 試 合 | 打 席 | 打 数 | 得 点 | 安 打 | 二 塁 打 | 三 塁 打 | 本 塁 打 | 塁 打 | 打 点 | 盗 塁 | 盗 塁 死 | 犠 打 | 犠 飛 | 四 球 | 敬 遠 | 死 球 | 三 振 | 併 殺 打 | 打 率 | 出 塁 率 | 長 打 率 | O P S |
| -------- | -------- | ----- | ----- | ----- | ----- | ----- | -------- | -------- | -------- | ----- | ----- | ----- | -------- | ----- | ----- | ----- | ----- | ----- | ----- | -------- | ----- | -------- | -------- | ----- |
| 2000     | MON      | 32    | 77    | 66    | 7     | 19    | 3        | 1        | 2        | 30    | 9     | 2     | 1        | 3     | 0     | 7     | 0     | 1     | 11    | 2        | .288  | .365     | .455     | .819  |
| 2001     | MON      | 1     | 1     | 1     | 0     | 0     | 0        | 0        | 0        | 0     | 0     | 0     | 0        | 0     | 0     | 0     | 0     | 0     | 0     | 0        | .000  | .000     | .000     | .000  |
| 2006     | SF       | 16    | 17    | 16    | 1     | 5     | 0        | 0        | 0        | 5     | 1     | 0     | 0        | 0     | 0     | 1     | 0     | 0     | 3     | 0        | .313  | .353     | .313     | .665  |
| 2008     | 中日     | 93    | 242   | 214   | 20    | 52    | 12       | 0        | 7        | 85    | 22    | 0     | 2        | 3     | 1     | 24    | 0     | 0     | 49    | 6        | .243  | .318     | .397     | .715  |
| 2009     | 中日     | 32    | 65    | 55    | 3     | 13    | 2        | 0        | 0        | 15    | 3     | 0     | 1        | 0     | 1     | 8     | 0     | 1     | 16    | 0        | .236  | .338     | .273     | .611  |
| MLB：3年 | MLB：3年 | 49    | 95    | 83    | 8     | 24    | 3        | 1        | 2        | 35    | 10    | 2     | 1        | 3     | 0     | 8     | 0     | 1     | 14    | 2        | .289  | .359     | .422     | .780  |
| NPB：2年 | NPB：2年 | 125   | 307   | 269   | 23    | 65    | 14       | 0        | 7        | 100   | 25    | 0     | 3        | 3     | 2     | 32    | 0     | 1     | 65    | 6        | .242  | .322     | .372     | .694  |

### 年度別守備成績
| 年 度 | 球 団 | 二塁（2B） | 二塁（2B） | 二塁（2B） | 二塁（2B） | 二塁（2B） | 二塁（2B） | 三塁（3B） | 三塁（3B） | 三塁（3B） | 三塁（3B） | 三塁（3B） | 三塁（3B） | 遊撃（SS） | 遊撃（SS） | 遊撃（SS） | 遊撃（SS） | 遊撃（SS） | 遊撃（SS） |
| 年 度 | 球 団 | 試 合      | 刺 殺      | 補 殺      | 失 策      | 併 殺      | 守 備 率   | 試 合      | 刺 殺      | 補 殺      | 失 策      | 併 殺      | 守 備 率   | 試 合      | 刺 殺      | 補 殺      | 失 策      | 併 殺      | 守 備 率   |
| ----- | ----- | ---------- | ---------- | ---------- | ---------- | ---------- | ---------- | ---------- | ---------- | ---------- | ---------- | ---------- | ---------- | ---------- | ---------- | ---------- | ---------- | ---------- | ---------- |
| 2000  | MON   | -          | -          | -          | -          | -          | -          | -          | -          | -          | -          | -          | -          | 29         | 40         | 58         | 2          | 7          | .980       |
| 2006  | SF    | 2          | 0          | 2          | 0          | 1          | 1.000      | 2          | 0          | 0          | 0          | 0          | ----       | 8          | 7          | 7          | 1          | 0          | .933       |
| MLB   | MLB   | 2          | 0          | 2          | 0          | 1          | 1.000      | 2          | 0          | 0          | 0          | 0          | ----       | 37         | 47         | 65         | 3          | 7          | .974       |

### 記録
NPB
- 初出場：2008年3月28日、対広島東洋カープ1回戦（ナゴヤドーム）、12回表に三塁手で出場
- 初安打：2008年4月12日、対広島東洋カープ5回戦（広島市民球場）、6回表に高橋建から三塁内野安打
- 初本塁打・初打点：2008年5月10日、対読売ジャイアンツ8回戦（東京ドーム）、8回表に山口鉄也から左越ソロ
- 初先発出場：2008年5月20日、対東北楽天ゴールデンイーグルス1回戦（クリネックススタジアム宮城）、7番・三塁手で先発出場

### 背番号
- 2 （2000年 - 2001年）
- 10 （2006年）
- 57 （2008年 - 2009年）
- 104 （2010年 - 2011年）